# Романовський Василь Іванович
Романовський Василь Іванович (? — ?) — полковник Армії УНР.

## Життєпис
Станом на 1 січня 1910 року — підпоручик 1-го піхотного Невського полку. Останнє звання у російській армії — капітан.
У березні—травні 1920 року — командир Старшинського куреня запасної бригади 6-ї Січової стрілецької дивізії Армії УНР, що формувалася у місті Бресті-Литовському. 
Доля після 1920 року невідома.